# Ilkka Heiskanen
Ilkka Heiskanen, född 11 januari 1962 i Fredrikshamn, Finland, är en finländsk skådespelare. Han filmdebuterade 1981 i tv-filmen Kauhea murhamies Lalli och har sedan dess spelat i en lång rad filmer och tv-serier.

## Filmografi (urval)
- 1997 – Palkkasoturi
- 1999 – Vägen till Rukajärvi
- 2000 – Pako punaisten päämajasta (TV)
- 2004 – Framom främsta linjen
- 2008 – Varghyndan
- 2017 – Okänd soldat